# المملكة المتحدة والأمم المتحدة
المملكة المتحدة عضو مؤسس في الأمم المتحدة وواحدة من خمسة أعضاء دائمين في مجلس الأمن التابع للأمم المتحدة.
باعتبارها خامس أكبر مزود للمساهمات المالية للأمم المتحدة، قدمت المملكة المتحدة 5% من ميزانية الأمم المتحدة في عام 2015،  و6.7% من ميزانية حفظ السلام. اللغة الإنجليزية البريطانية هي إحدى اللغات الرسمية الست للأمم المتحدة،  والمملكة المتحدة هي مقر المنظمة البحرية الدولية، التي يقع مكتبها الرئيسي في لندن.
البعثات الدائمة للمملكة المتحدة لدى الأمم المتحدة موجودة في مدينة نيويورك وجنيف وفيينا. تمثل هذه البعثات الدبلوماسية المملكة المتحدة أثناء المفاوضات وتضمن مراعاة مصالح وآراء بريطانيا من قبل هيئات الأمم المتحدة والدول الأعضاء الأخرى.

## دور المملكة المتحدة في إنشاء الأمم المتحدة
في 12 يونيو 1941، اجتمع ممثلو المملكة المتحدة وكندا وأستراليا ونيوزيلندا واتحاد جنوب إفريقيا والحكومات المنفية من بلجيكا وتشيكوسلوفاكيا واليونان ولوكسمبورغ وهولندا والنرويج وبولندا ويوغوسلافيا، بالإضافة إلى الجنرال الفرنسي ديغول في لندن ووقعوا إعلان قصر سانت جيمس. كانت هذه هي الخطوة الأولى التي أدت إلى إنشاء الأمم المتحدة.
بعد صياغة ميثاق الأطلسي في أغسطس 1941 من قبل رئيس الوزراء البريطاني ونستون تشرشل والرئيس الأمريكي فرانكلين روزفلت، زار تشرشل البيت الأبيض لمدة ثلاثة أسابيع في ديسمبر 1941. خلال الزيارة، اقترح روزفلت تسمية «الأمم المتحدة» على تشرشل للإشارة إلى حلفاء الحرب العالمية الثانية. اقترحها روزفلت كبديل لمصطلح «القوى المرتبطة»، وهو مصطلح استخدمته الولايات المتحدة في الحرب العالمية الأولى (لم تكن الولايات المتحدة رسميًا أبدًا عضوًا في حلفاء الحرب العالمية الأولى ولكنها دخلت الحرب في عام 1917 على أنها من«القوى المرتبطة»). قبل تشرشل الفكرة مشيرا إلى أن العبارة استخدمها اللورد بايرون في قصيدة حج شيلد هارولد، والتي أشارت إلى الحلفاء في معركة واترلو في 1815.
ظهر الاسم في «إعلان الأمم المتحدة»، الذي صاغه روزفلت وتشرشل مع هاري هوبكنز مساعد روزفلت أثناء لقائهما في البيت الأبيض في ديسمبر 1941. تمت صياغة عبارة «القوى الأربع» للإشارة إلى دول الحلفاء الأربعة الرئيسية، وهي الولايات المتحدة والمملكة المتحدة والاتحاد السوفيتي وجمهورية الصين. استخدم مصطلح الأمم المتحدة رسميًا لأول مرة عندما وقعت 26 حكومة على هذا الإعلان في يناير 1942. بعد مؤتمر موسكو في العام التالي، نص إعلان الدول الأربع حول الأمن العام على هدف إنشاء «منظمة دولية عامة في أقرب وقت ممكن». أعقب ذلك مؤتمر طهران الذي التقى فيه روزفلت وتشرشل وستالين وناقشوا فكرة منظمة دولية بعد الحرب.
تمت صياغة مفهوم الأمم المتحدة كمنظمة دولية لتحل محل عصبة الأمم غير الفعالة والتفاوض بشأنها بين وفود الأربعة الكبار في مؤتمر دومبارتون أوكس في عام 1944. خلال المؤتمر، التقى وفدا الولايات المتحدة والمملكة المتحدة أولاً مع الاتحاد السوفيتي ثم مع الصين. التقى تشرشل وروزفلت وستالين في مؤتمر يالطا في فبراير 1945 ووافقوا على إنشاء الأمم المتحدة، وكذلك هيكل مجلس الأمن التابع للأمم المتحدة. حث تشرشل روزفلت على إعادة فرنسا إلى وضعها كقوة عظمى بعد تحرير باريس في أغسطس 1944.
بعد شهور من التخطيط، افتتح مؤتمر الأمم المتحدة حول المنظمات الدولية في سان فرانسيسكو في أبريل 1945 بحضور 50 حكومة وعدد من المنظمات غير الحكومية المشاركة في صياغة ميثاق الأمم المتحدة. دعا رؤساء وفود الدول الراعية الأربعة (الولايات المتحدة، المملكة المتحدة، الاتحاد السوفيتي والصين) الدول الأخرى للمشاركة وتناوبوا على رئاسة الجلسات العامة بدءًا من أنطوني إيدن من بريطانيا. في الاجتماعات اللاحقة، انتدب اللورد هاليفاكس عن إيدن. ظهرت الأمم المتحدة رسميًا في 24 أكتوبر 1945 عند التصديق على الميثاق من قبل الأعضاء الخمسة الدائمين في مجلس الأمن -الولايات المتحدة والمملكة المتحدة وفرنسا والاتحاد السوفيتي وجمهورية الصين- وبأغلبية الموقعين الـ 46 الآخرين. شغل غلادوين جيب منصب الأمين العام بالنيابة من 24 أكتوبر 1945 إلى 2 فبراير 1946 حتى انتخاب أول أمين عام.
انعقدت الاجتماعات الأولى للجمعية العامة للأمم المتحدة ومجلس الأمن في لندن بداية من يناير 1946. اجتمعت الجمعية العامة في وستمنستر سنترال هول،  واجتمع مجلس الأمن في تشيرش هاوس، وستمنستر.
كما عملت المملكة المتحدة بشكل وثيق مع الولايات المتحدة لإنشاء صندوق النقد الدولي والبنك الدولي وحلف شمال الأطلسي.

## حق النقض في مجلس الأمن التابع للأمم المتحدة
استخدمت المملكة المتحدة حق النقض في مجلس الأمن في 32 مناسبة. كان أول حدث في أكتوبر 1956 عندما استخدمت المملكة المتحدة وفرنسا حق النقض ضد رسالة من الولايات المتحدة إلى رئيس مجلس الأمن بشأن فلسطين. كان آخرها في كانون الأول / ديسمبر 1989 عندما استخدمت المملكة المتحدة وفرنسا والولايات المتحدة حق النقض ضد مشروع قرار يدين غزو الولايات المتحدة لبنما.
إلى جانب فرنسا، استخدمت المملكة المتحدة حق النقض ضد مشروع قرار يهدف إلى حل أزمة قناة السويس في عام 1956. انسحبت المملكة المتحدة وفرنسا في نهاية المطاف بعد أن حرضت الولايات المتحدة على «جلسة استثنائية طارئة» للجمعية العامة، بموجب شروط قرار "الاتحاد من أجل السلام"، الذي أدى إلى إنشاء قوة الطوارئ الأولى التابعة للأمم المتحدة، باعتماد قرار الجمعية 1001. كما استخدمت المملكة المتحدة حق النقض سبع مرات فيما يتعلق بروديسيا من عام 1963 إلى عام 1973، خمس منها كانت من جانب واحد وهي المناسبات الوحيدة التي استخدمت فيها المملكة المتحدة حق النقض من جانب واحد.

## التحديث والإصلاح
أعربت المملكة المتحدة عن دعمها لتحديث الأمم المتحدة وإصلاح مجلس الأمن. وفقًا لبيان رسمي صدر بالاشتراك بين المملكة المتحدة وفرنسا في عام 2008:
. . . لذلك يجب أن ينجح إصلاح مجلس الأمن الدولي، سواء توسيعه أو تحسين أساليب عمله. ونؤكد من جديد دعم بلدينا لترشيحات ألمانيا والبرازيل والهند واليابان للعضوية الدائمة، فضلا عن التمثيل الدائم لأفريقيا في المجلس. . . .

 سنعمل مع جميع شركائنا لتحديد معالم هذا الإصلاح.

 يتطلب إصلاح مجلس الأمن التزامًا سياسيًا من الدول الأعضاء على أعلى مستوى. وسنعمل في هذا الاتجاه في الأشهر المقبلة بهدف تحقيق إصلاح فعال.

## العمليات العسكرية وحفظ السلام
تحت قيادة الأمم المتحدة، شاركت المملكة المتحدة في الحرب الكورية من 1950 إلى 1953. في الآونة الأخيرة، ساهمت المملكة المتحدة في عدد من بعثات الأمم المتحدة لحفظ السلام. في التسعينيات، كانت القوات المسلحة البريطانية جزءًا من قوة الحماية التابعة للأمم المتحدة من عام 1992 إلى عام 1995 التي تدخلت في حرب البوسنة. أجاز قرار مجلس الأمن التابع للأمم المتحدة رقم 1244 قوة كوسوفو بقيادة حلف شمال الأطلسي اعتبارًا من عام 1999 حيث لعبت المملكة المتحدة دورًا رائدًا في البداية. دعم التدخل العسكري البريطاني في الحرب الأهلية في سيراليون عام 2000 بعثة الأمم المتحدة في سيراليون. بموجب قرار مجلس الأمن التابع للأمم المتحدة رقم 1973 في عام 2011، تدخلت المملكة المتحدة ودول الناتو الأخرى في الحرب الأهلية الليبية.
باعتبارها خامس أكبر مقدم للمساهمات المالية لعمليات الأمم المتحدة لحفظ السلام، قدمت المملكة المتحدة 6.7 في المائة من الميزانية في 2013-2015. في سبتمبر 2015، كانت المملكة المتحدة تساهم بـ 286 جنديًا وخمسة ضباط شرطة في بعثات حفظ السلام التابعة للأمم المتحدة. في تشرين الثاني (نوفمبر) 1990، كانت تساهم بـ769.
تضمن تقرير الدفاع الاستراتيجي والأمن لعام 2015 التزامًا بمضاعفة عدد الأفراد العسكريين البريطانيين الذين ساهموا في عمليات حفظ السلام التابعة للأمم المتحدة بالإضافة إلى زيادة عدد خبراء إنفاذ القانون والخبراء المدنيين في المملكة المتحدة في عمليات حفظ السلام التابعة للأمم المتحدة وفي مقر الأمم المتحدة.

## روابط خارجية
- بعثة المملكة المتحدة لدى الأمم المتحدة نيويورك، جنيف، فيينا
- جمعية الأمم المتحدة - المملكة المتحدة
- دور المملكة المتحدة العالمي بي بي سي